# Марсупилами

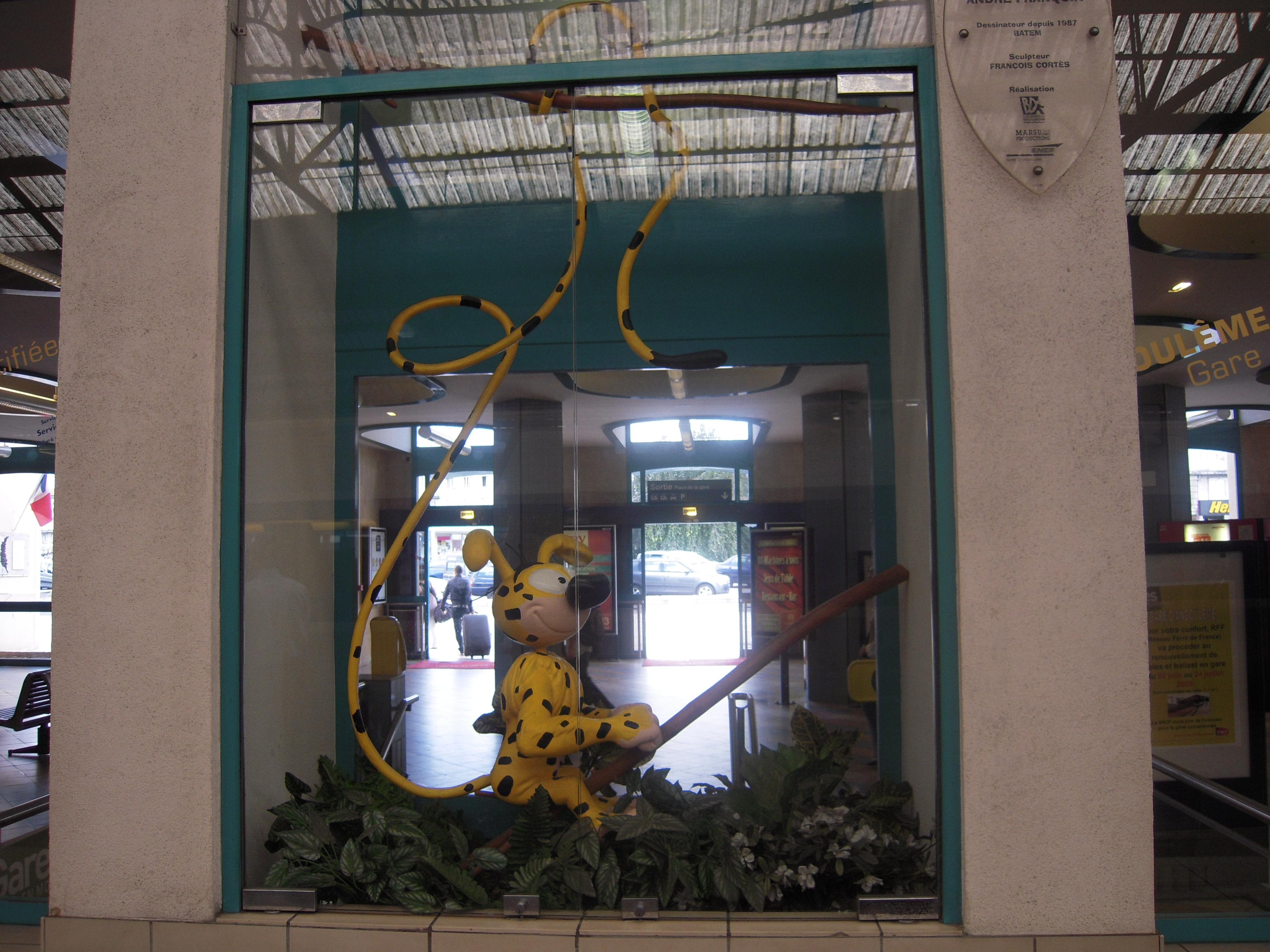
Марсупилами

Марсупила́ми (фр. marsupilami, от фр. marsupial «сумчатое» + ami «друг») — вымышленное чрезвычайно редкое животное, ареал которого — джунгли Амазонки на территории вымышленной страны Паломбии. Рост Марсупилами — около метра, окрас — жёлтый, с черными пятнами.

## Описание
Отличительная черта этого зверя — цепкий и длинный хвост, порой достигающий восьми метров в длину (у самок он короче, чем у самцов) и нередко используемый в качестве своеобразного транспортного средства (выполняя роль ходулей и амортизатора одновременно, он позволяет самцу двигаться с постоянной скоростью между деревьями и карабкаться по скалам; самки же, в отличие от мужских сородичей, ходят на цыпочках). Кроме того, Марсупилами может использовать свой хвост в качестве оружия, качелей и удочки (им Марсупилами приманивает пираний), средства защиты от хищников, а также для ухаживания.
Лексикон Марсупилами довольно скуден. Самцы и самки могут произносить только одно слово: «Хуба!» и «Хуби!» соответственно. Размножаются эти звери, откладывая яйца грушевидной формы. Марсупилами всеядны: иногда они питаются фруктами, но чаще они питаются пираньями.

## История
Марсупилами был создан художником Андре Франкеном. Первая публикация о нём увидела свет 31 января 1952 года в журнале «Spirou». Зверь практически сразу завоевал популярность и до конца 1960-x годов был регулярным героем бельгийских комиксов «Spirou et Fantasio». Второе пришествие Марсупилами состоялось в 1987 году — зверь (на сей раз, уже вместе со всей своей семьей) вернулся в комиксах издательства Marsu Productions, над созданием которых помимо Франкена, работали такие известные художники и авторы графических романов, как Батем, Грег, Ян, Фош и Адам.

## Экранизации
О Марсупилами сняты пять мультсериалов и полнометражный фильм «Джунгли зовут! В поисках Марсупилами». Главные роли в фильме сыграли французские актёры Ален Шаба, Джамель Деббуз и Ламбер Вильсон, а также супермодель Лия Кебеде. Съёмки фильма, сочетающего в себе элементы игрового кино и компьютерной анимации, длились 15 недель и прошли в Мексике (натурные съёмки), Франции (павильоны) и в Малайзии на острове Борнео (общие планы джунглей Паломбии).
«Джунгли зовут! В поисках Марсупилами» являлся самым кассовым фильмом, вышедшим во французский кинопрокат в 2012 году. Во Франции картину посмотрело свыше 5 млн зрителей (по данным на 19 июля 2012 года, это более чем на 800 тыс. просмотров превышает аналогичные данные «Мстителей» (The Avengers) и на 990 тыс. — показатели «Ледникового периода 4» для данной страны).